# Diada de Sant Fèlix 2010
La diada castellera de Sant Fèlix es va celebrar el dilluns dia 30 d'agost del 2010 a la Plaça de la Vila de Vilafranca del Penedès.

## Ordre de les colles
El sorteig per a establir l'ordre d'actuació de les quatre colles a la diada de Sant Fèlix fou celebrat el dia 16 d'agost al Saló de Plens de l'Ajuntament de Vilafranca del Penedès. En un acte obert a tothom, els caps de colla de les quatre colles participants escolliren la posició de la seva colla a partir d'un sorteig prèviament realitzat. Helena Llagostera, de la Colla Joves Xiquets de Valls, va ser la primera a escollir i va triar sortir en tercer lloc. El segon cap de colla va ser David Miret, dels Castellers de Vilafranca, escollint la primera posició. Xavier Pena, de la Colla Vella dels Xiquets de Valls, va triar la tercera posició, que ja havia estat escollida per la Colla Joves, i després d'un moment de confusió va quedar-se amb la segona posició. Finalment, Ignasi "Nani" Matas dels Minyons de Terrassa va quedar-se amb la quarta i última posició.
Així doncs, l'ordre va ser el següent:
1. Castellers de Vilafranca
2. Colla Vella dels Xiquets de Valls
3. Colla Joves Xiquets de Valls
4. Minyons de Terrassa

## Colles participants i castells assolits
| Castellers de Vilafranca          | Pde4cam, 4de9fa, 5de9f (id), 5de9f, 3de10fm (i), 2de9fm (c), pde8fm, pde5 |
| Colla Vella dels Xiquets de Valls | Pde4cam, 3de9f (id), 3de9f (id), 2de9fm (i), 4de8a, 4de9f (c), pde7f (c)  |
| Colla Joves dels Xiquets de Valls | Pde4cam, 5de8, 4de9f, 3de9f (c), pde5                                     |
| Minyons de Terrassa               | Pde4cam, 2de9fm (c), 4de9f, 5de9f (i), 3de9f, 2 pde5                      |

- *(f) folre, (m) manilles, (c) carregat, (i) intent, (id) intent desmuntat, (a) agulla.